# Pralidoxima
A pralidoxima pertence à família de compostos chamados oximas que reverte a ligação de organofosforados com a acetilcolinesterase. É usado em combates como antídoto para envenenamento por organofosfatos ou inibidores da acetilcolinesterase (contra agentes que atacam o sistema nervoso), em conjunto com a atropina. Pralidoxima se encontra comumente no formato de cloreto de pralidoxima, também conhecido como 2-PAM Cl (ou apenas 2-PAM pelos militares).

## Mecanismo de ação
Numa junção neuromuscular normal, a acetilcolina se liga aos receptores do tipo nicotínicos, sendo liberada a partir de neurônios pré-sinápticos na fenda sináptica. A ligação da acetilcolina com o receptor induz um subsequente potencial de ação que continua através das células pós-ganglionares ou induz a contração muscular esquelética.
A fim de evitar a dessensibilização do receptor ou a saturação das sinapses, uma enzima conhecida como acetilcolinesterase promove a quebra do neurotransmissor acetilcolina. Ao remover a acetilcolina, a sinapse é levada a um estágio onde estará pronta para uma nova ativação. A saturação da sinapse ocorre quando há um excesso de acetilcolina na fenda sináptica. Nesse caso, todos os receptores estão ocupados, o que acaba por inibir a transmissão nervosa. Os agentes que inibem a acetilcolinesterase fazem com que haja um aumento de acetilcolina na fenda sináptica.
Os organofosforados inibem a colinesterase pela fosforilação da enzima. A pralidoxima reativa a acetilcolinesterase por remover o grupo fosforil ligado ao grupo éster da proteína. Nesta reação, tanto os organofosforados, como a pralidoxima são mutuamente inativados. Estes produtos são submetidos a um rápido metabolismo, levando à remoção dos organofosforados.
Paradoxalmente, a pralidoxima em doses superiores à dose recomendada é ela própria um inibidor de colinesterase e, portanto, também pode produzir os mesmos sintomas que as toxinas em si.

## Dosagem
- Adultos: 30 mg/kg (Normalmente 600 mg - 2 g), administrado por via intravenosa ou injeção intramuscular, possivelmente repetido de 15 a 60 minutos mais tarde até que a dosagem máxima seja atingida.
- Crianças: 50 mg/kg

## Interações
Quando a atropina e a pralidoxima são usadas em conjunto, os sinais de atropinização (rubor, midríase, taquicardia, secura da boca e nariz) podem ocorrer mais cedo do que seria de se esperar quando atropina é usada sozinha.
As seguintes precauções devem ser lembradas no tratamento do envenenamento por anticolinesterásicos, apesar de não suportar diretamente o uso de pralidoxima: desde barbitúricos, que são potencializados pela anticolinesterases, eles devem ser utilizados com cautela no tratamento de convulsões. Morfina, teofilina, aminofilina, succinilcolina, reserpina, e fenotiazina e ansiolíticos devem ser evitados em pacientes com intoxicação por organofosforado.

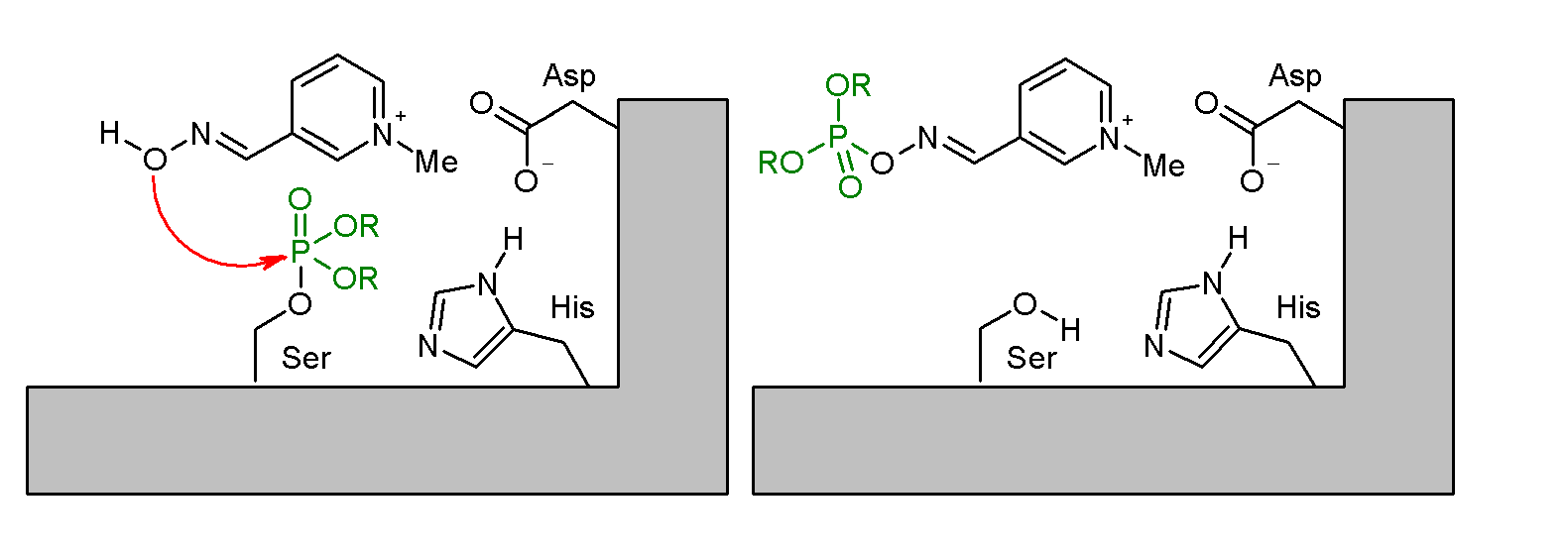
Mecanismo de ação da pralidoxima - desfosforilação da serina no sítio ativo da enzima

## Contraindicações
Não existem contraindicações absolutas ao uso de pralidoxima. As contraindicações relativas incluem conhecida hipersensibilidade à droga e outras situações onde o risco da sua utilização supera claramente o possível benefício.